# Лобойко, Алексей Яковлевич
Алексей Яковлевич Лобойко (28 апреля 1938, Харьков) — украинский и советский учёный, химик-технолог, специалист в области технологии неорганических веществ, катализа и экологии, педагог, профессор (1980). Доктор технических наук (1978). Лауреат Государственной премии Украины в области науки и техники за 2014 г.
Академик АН высшей школы Украины. Академик АН высшего образования Украины.

## Биография
В 1966 году окончил Харьковский политехнический институт. Работает в Национальном техническом университете «Харьковский политехнический институт» с 1966 года.
В 1980—1986 годах — декан факультета технологии неорганических веществ, с 1986 года — заведующий кафедрой химических технологий неорганических веществ, катализа и экологии.

## Научная деятельность
Научные исследования в области кинетики каталитических и массообменных процессов с целью создания энергосберегающих и экологически чистых технологий в производстве связанного азота, катализаторов и топливно-энергетическом комплексе, уменьшение затрат платиновых катализаторов..
Исследования каталитической конверсии под давлением метана и оксида углерода водяным паром, высокоактивные катализаторы этой конверсии, синтез аммиака и другое.
изобретатель, имеет 45 патентов на изобретения. Автор учебников, 298 публикаций.
Педагог. Подготовил 8 кандидатов и 1 доктора наук.

## Избранные публикации
- Каталитические массообменные процессы под давлением в технологии неорганических веществ. 1993;
- Методи розрахунків у технології неорганічних виробництв: Підручник. Ч. 1. 2001;
- Технология связанного азота: Учебник. 2007;
- Технологія фосфоровмісних добрив, кислот і солей: Підручник. 2011;
- Каталізатори в технології неорганічних речовин. 2013 (все — Харьков, в соавт.).

## Награды
- Орден «Знак Почёта»
- Государственная премия Украины в области науки и техники (2014)
- Действительный член АН высшей школы Украины
- Почётный профессор Украинского Государственного химико-технологического университета